# Christian Friedrich Hornschuch
Christian Friedrich Hornschuch (Bad Rodach, 21 agosto 1793 – Greifswald, 24 dicembre 1850) è stato un botanico tedesco.

## Biografia
Nel 1808 iniziò la sua carriera come apprendista presso una farmacia a Hildburghausen. Nel 1813 si trasferì a Ratisbona come assistente del botanico David Heinrich Hoppe (1760-1846), successivamente lavorò come assistente di Heinrich Christian Funck (1771-1839) a Gefrees, dove eseguì anche l'opposita ricerca sui muschi (Bryopsida) originari del Fichtelgebirge.
Nel 1816 accompagnò Hoppe in una spedizione botanica nella costa adriatica, poi tornò a Coburgo per organizzare i suoi diari botanici e nell'aprile del 1817 continuò la sua ricerca con Hoppe in Tirolo e in Carinzia. Più tardi lavorò come "dimostratore botanico" presso l'Università di Greifswald e per un periodo di tempo studiò con Carl Adolph Agardh (1785-1859) presso l'Università di Lund.
Nel 1820 fu nominato professore associato di storia e di botanica naturale e direttore degli orti botanici dell'Università di Greifswald. Nel 1827 raggiunse il titolo di "professore a tempo pieno".

## Pubblicazioni
Hornschuch era specializzato nel campo della briologia, e con il botanico Christian Gottfried Daniel Nees von Esenbeck (1776-1858) e l'incisore Jacob Sturm (1771-1848) fu co-autore di Bryologia Germanica (1823-31). Ha tradotto una serie di opere danesi e svedesi ed è autore delle seguenti pubblicazioni:
- Tagebuch auf einer Reise nach den Küsten des adriatischen Meeres, 1818
- De Voitia et Systolio. novis muscorum frondosorum generibus (1818)
- Einige Beobachtungen über die Entstehung und Metamorphose der niederen vegetabilischen Organismen. In: Flora (1819)
- Con David Heinrich Hoppe, Jacob Sturm con Jacob Johann Hagenbach Insecta coleoptrata, quae in itineribus suis, prasertim Alpinis, collegerunt (1825)